# هوميروس ستيل كامينغز
هوميروس ستيل كامينغز (بالإنجليزية: Homer Stille Cummings) (و. 1870 – 1956 م) هو محام، وسياسي من الولايات المتحدة الأمريكية ولد في ستامفورد.
تولى منصب نائب عام الولايات المتحدة .وهو عضو في الحزب الديمقراطي الأمريكي .

## التعليم
تعلم في جامعة ييل، وكلية ييل للحقوق.

## روابط خارجية
- هوميروس ستيل كامينغز على موقع إن إن دي بي (الإنجليزية)